# W komórce
W komórce – drugi singel promujący wydany w 2012 r. album Ale Doroty Miśkiewicz. Piosenkarka występuje w piosence w duecie z Wojciechem Waglewskim, który napisał tekst utworu. Muzyka została skomponowana przez Dorotę Miśkiewicz i Marka Napiórkowskiego.

## Tekst
Piosenka mówi w sposób nieco żartobliwy, dzięki wesołej melodii i duetowi stylizowanemu na wzór Nancy i Franka Sinatrów, o zależności współczesnych ludzi od telefonów komórkowych (a w szerszym znaczeniu - od nowinek technologicznych). Przez te cywilizacyjne zdobycze zatracamy proste wartości, patrzymy na człowieka przedmiotowo, jako coś do nabycia i kontroli. Przez te wszelkie nowości mające ułatwiać życie, idziemy na skróty. Życie zaczyna być jałowe, bez charakteru. "Chciałoby się chcieć czasami", a tu jednak konkluzja, że "złapaliśmy się w tę kretyńską sieć".

## Notowania
| Lista                              | Pozycja |
| ---------------------------------- | ------- |
| Lista Przebojów Programu Trzeciego | 33      |
| Lista Przebojów Radia Merkury      | 16      |